# Coelotrypes luteifasciata
Coelotrypes luteifasciata är en tvåvingeart som först beskrevs av Senior-white 1922.  Coelotrypes luteifasciata ingår i släktet Coelotrypes och familjen borrflugor. Inga underarter finns listade i Catalogue of Life.